# Zalf Euromobil Fior
Das Team Zalf Euromobil Fior war ein italienisches Radsportteam mit Sitz in Castelfranco Veneto.

## Organisation und Geschichte
Im Jahr 1982 wurde der Radsportverein Zalf Fior in Zusammenarbeit zwischen Giancarlo und Egidio Fior, Managern eines gleichnamigen Restaurants in Castelfranco Veneto, und den Brüdern Antonio, Fiorenzo, Giancarlo und Gaspare Lucchetta, den Gründern der Möbelfabrik Euromobil und Inhaber der Marke Zalf gegründet, im Jahr 1988 erfolgte die Fusion mit dem Verein Euromobil Candy. Das Team nimmt vorrangig an Rennen der UCI Europe Tour in Italien und des nationalen Kalenders teil und wurde dauerhaft zu einem der führenden Radsportvereine in Italien. So erzielte das Team allein in der Rekord-Saison 2013 insgesamt über 59 Siege auf der Straße.
Im Team fuhren Fahrer, die sich danach bis zur Weltspitze entwickelten. Dazu gehören unter anderem Maurizio Fondriest in den 1980er Jahren, Ivan Basso, Paolo Savoldelli und Michele Scarponi in den 1990er, Damiano Cunego, Sacha Modolo und Sonny Colbrelli in den 2000er sowie Gianni Moscon in den 2010er Jahren. Seit Ende der 2010er Jahre setzt das Team verstärkt auf Nachwuchsfahrer, um diese an den Profi-Radsport heranzuführen.
Zur Saison 2021 beantragte das Team erstmals eine Lizenz als UCI Continental Team, um den Fahrern mehr Möglichkeiten auf internationaler Ebene zu bieten. In den vier Jahren als Continental team erzielte die Mannschaft zwölf weitere Siege bei UCI-Rennen.
Nach 43 Jahres der Zusammenarbeit beendete die Gruppo Euromobil mit den Unternehmen Zalf, Euromobil und Désirée im Rahmen einer Neuausrichtung des Unternehmens das Sponsoring des Radsportteams.

## Erfolge pro Saison
| Rennserie                 | 2010 | 2011 | 2012 | 2013 | 2014 | 2015 | 2016 | 2017 | 2018 | 2019 | 2020 | 2021 | 2022 | 2023 | 2024 |
| ------------------------- | ---- | ---- | ---- | ---- | ---- | ---- | ---- | ---- | ---- | ---- | ---- | ---- | ---- | ---- | ---- |
| UCI ProSeries             | -    | -    | -    | -    | -    | -    | -    | -    | -    | -    | -    | -    | -    | -    | -    |
| UCI Continental Circuits  | 9    | 8    | 1    | 8    | 5    | 6    | 1    | 3    | 8    | -    | 2    | 3    | 4    | 4    | -    |
| nationale Meisterschaften | 1    | -    | -    | 3    | -    | 1    | -    | -    | -    | 1    | -    | 1    | -    | -    | -    |

## Platzierungen in UCI-Ranglisten
UCI-Weltrangliste
| World Ranking | World Ranking | World Ranking              | World Ranking |
| Jahr          | Teamwertung   | Einzelwertung              |               |
| ------------- | ------------- | -------------------------- | ------------- |
| 2021          | 72.           | Gabriele Benedetti (645. ) |               |
| 2022          | 68.           | Davide De Pretto (436. )   |               |
| 2023          | 73.           | Davide De Pretto (518. )   |               |
| 2024          | 134.          | Cesare Chesini (1110. )    |               |
|               |               |                            |               |
| Quelle: UCI   |               |                            |               |

UCI Europe Tour
| Saison | Mannschaftswertung | Fahrerwertung              |
| ------ | ------------------ | -------------------------- |
| 2010   | -                  | Enrico Battaglin (50.)     |
| 2011   | -                  | Enrico Battaglin (18.)     |
| 2012   | -                  | Paolo Simion (356.)        |
| 2013   | -                  | Andrea Zordan (85.)        |
| 2014   | -                  | Gianni Moscon (91.)        |
| 2015   | -                  | Gianni Moscon (92.)        |
| 2016   | -                  | Andrea Vendrame (240.)     |
| 2017   | -                  | Nicola Conci (454.)        |
| 2018   | -                  | Samuele Battistella (394.) |
| 2019   | -                  | Marco Frigo (644.)         |
| 2020   | -                  | Luca Colnaghi (666.)       |